# Античні терми Херсонеса Таврійського

Терми позначені № 17 в південно-західній частині схеми

Ант́ичні т́ерми Херсон́еса Тавр́ійського — комплекс терм, розташованих біля цитаделі Херсон́еса Тавр́ійського. Терми були споруджені в середині ІІ ст. в римський період історії Херсонеса та використовувалися для потреб римського гарнізону.

## Історія дослідження

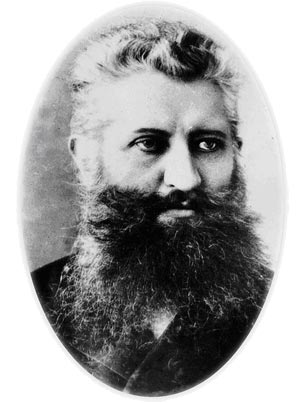
К. К. Косцюшко-Валюжиніч

Терми були відкриті в 1906 р. в північно-східному куті цитаделі Херсонесу Таврійського визначним дослідником Карлом Косцюшко-Валюжинічем. У звітах Археологічної комісії Російської імперії від 1906 р. міститься такий опис відкритих приміщень: 
«К Ю.-В. от башни З., в нижнем слое обнаружены остатки двух помещений римской бани р. Кладка стен бани — бутовая на цемянке, отштукатурена цемянкой. В с.-з. помещения цемянковый пол покоился на 24 кирпичных столбиках (высота — 0, 44 м), сложенных из прочной красной цемянки. С С. З. у помещения находится кирпичная арка, с Ю.-В. — обрушившаяся арка, обе для топок. Пол ю.-в. помещения покоился на 30 столбиках». 
На початку 70-х рр. ХХ ст. роботи було продовжено Інною Антоновою. В ході розкопок було повністю відкрито весь комплекс терм та вивчено історію його будівництва та функціонування.

## Структура приміщення терм
Комплекс приміщень розташовувався амфіладно в два рівні за принципом зростання температури. Терми складалися з таких частин:
- префурній — приміщення з чотирма пічами;
- кальдарій — приміщення з підпільним опаленням, розташовувався на північ від префурія. Він був викладений з невеликого каменю прямокутної форми з наявністю кераміки. Дослідники припускают, що саме тут знаходився бак з водою та колодязь. Підлога гіпокауста була залита цемяночним розчином.
- тепідарій — суміжне приміщення з кальдарієм, знаходилося на захід від нього. Він був сильно зруйнований внаслідок побудови середньовічних водостоків. В гіпокаусті було встановлено п'ять рядів стовбиків. У другому рядку зафіксовано також водопровідну трубу.
- фригідарій — знаходилося в східному ряді комплексу терм. Підлога була вкрита плитами. Біля північної стіни приміщення стояли 2 ванни. Злив води з кожної ванни був автономним;
- аподітерій;
- басейн[3].

## Функціонування
Комплекс обслуговував римських військових, скоріше за все, громадянське населення не використовувало терми. Результати археологічних розкопок І. А. Антонової свідчать, що перші будівлі були побудовані не раніше середини ІІ ст. Перші терми були невеликими за розмірами та містили лише 4 приміщення. У другій чверті ІІ ст. терми були зруйновані внаслідок землетрусу, а потім були відновлені на тому ж місці. В середині — кінці ІІІ ст. великі терми припинили своє існування, натомість на їхньому місці були побудовані малі терми, які на думку І. А. Антонової існували до VI ст. Після цього почалося будівництво нових терм на південній частині міста, які функціонували до VIII ст..